# Burg Knetzgau
Die Burg Knetzgau ist eine abgegangene mittelalterliche Wasserburg in Knetzgau (Schloßweg 12) im bayerischen Landkreis Haßberge.
Die Burg, über deren Entstehungszeit nichts genannt wird und als deren Besitzer die Herren von Schweinshaupten genannt werden, wurde 1525 im Zuge des Bauernkrieges, an welchem die Knetzgauer Bauern nicht teilnahmen, gebrandschatzt und später wieder aufgebaut. Das Wasserschloss wurde an das Hochstift Bamberg verkauft. Der „Fürstliche Oberschultheißenhof“ wurde hier eingerichtet. In der Mitte des 18. Jahrhunderts wurde der Oberschultheißenhof vom Schloss, das bereits weitgehend verfallen war, in das Anwesen Bauer neben der Kirche verlegt.
Auf dem Kern der ehemaligen Wasserburg und der ehemaligen Zehntscheune, ein stattlicher Satteldachbau, entstand im 17.–18. Jahrhundert ein zweigeschossiger Walmdachbau mit vorspringendem Obergeschoss.